# Theodor von Flondor

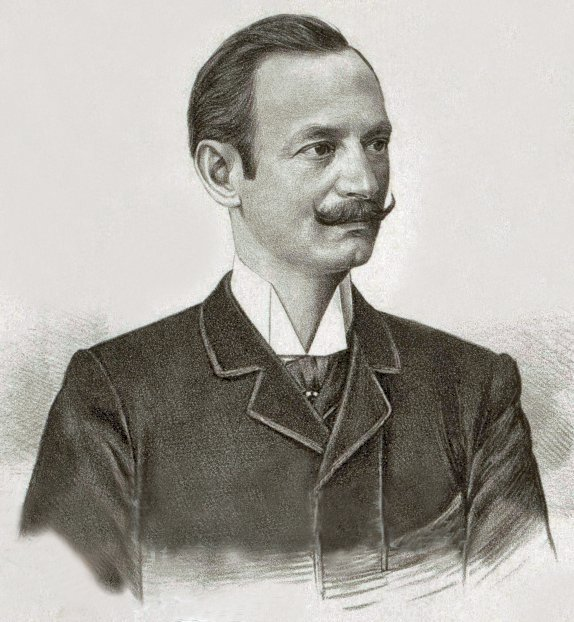
Theodor Ritter von Flondor

Theodor Ritter von Flondor, auch Tudor von Flondor (* 10. Juli 1862 in Storozynetz (Storojineț); † 22. Juni 1908 in Schlachtensee, Bezirk Steglitz-Zehlendorf), war ein österreichisch-rumänischer Jurist, Wirtschaftswissenschaftler und Musiker, praktizierender Dirigent und Komponist aus der Familie Flondor.

## Biographie

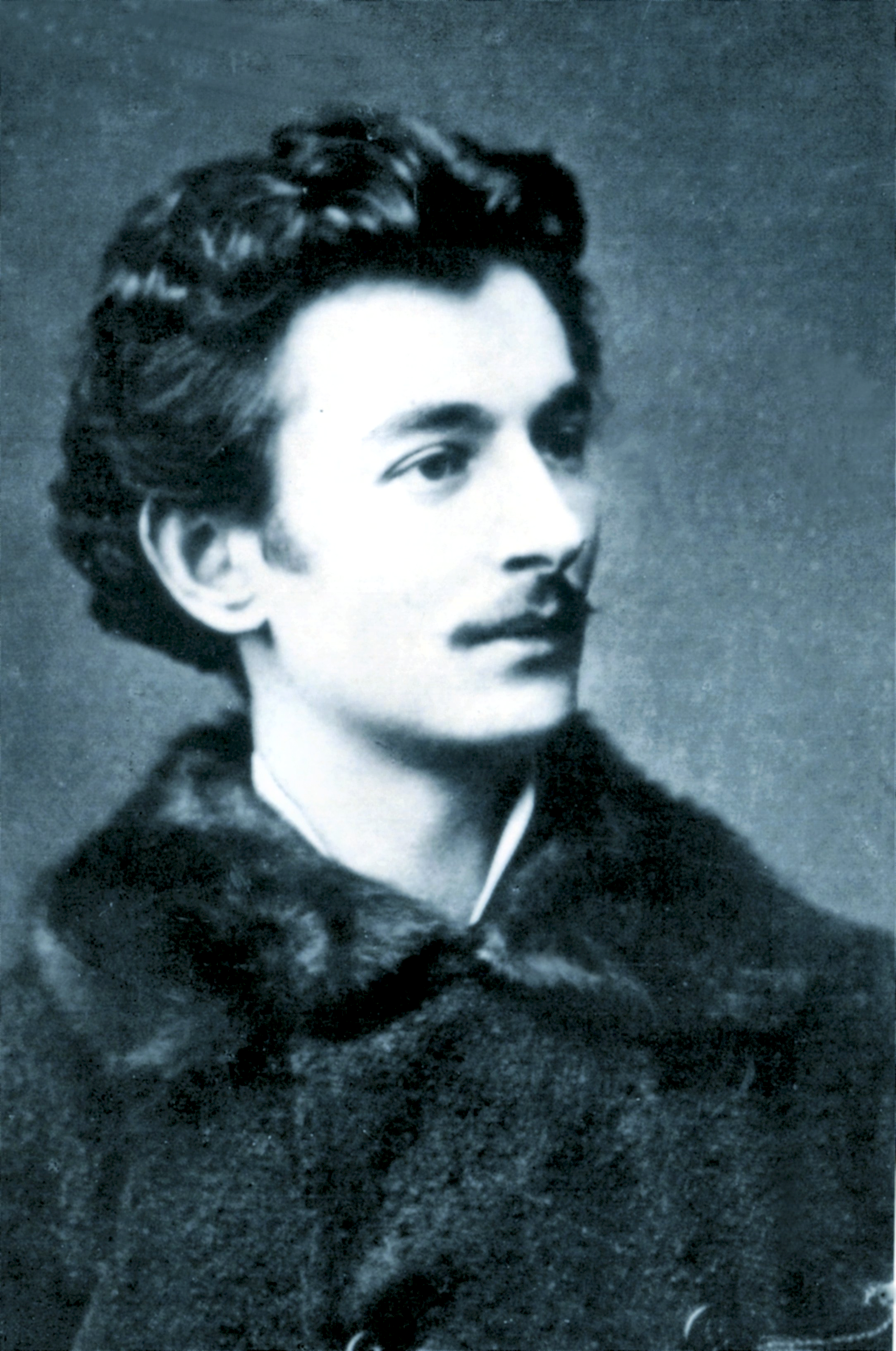
Theodor von Flondor um 1885

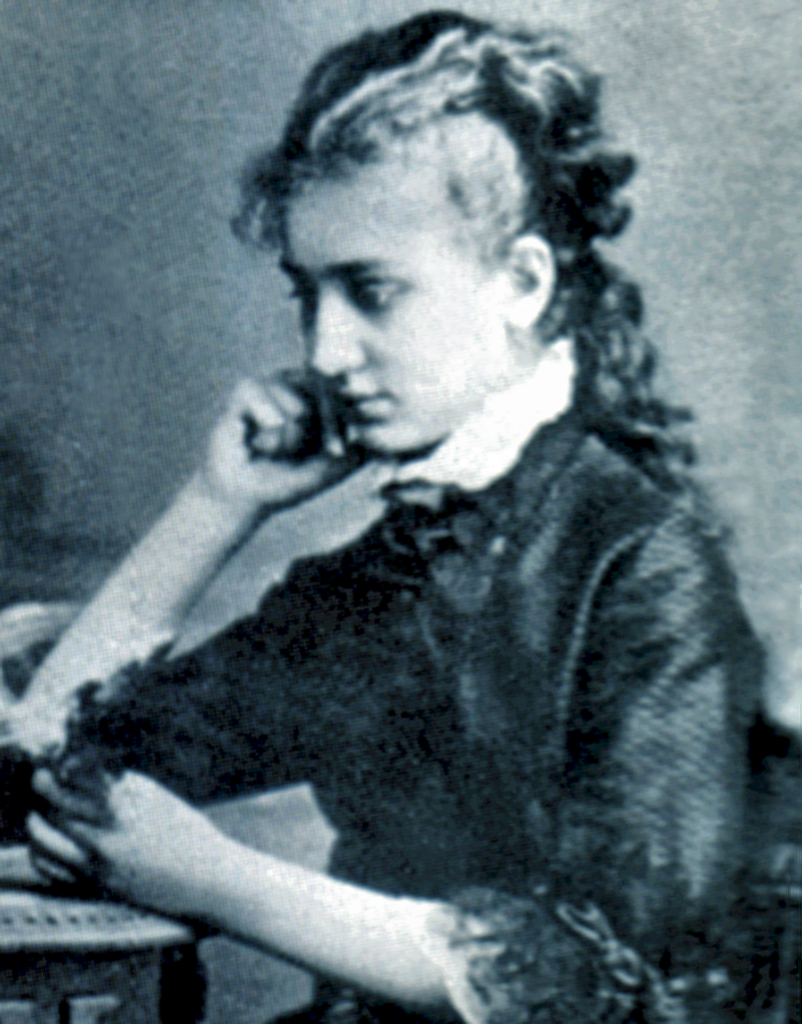
Maria Ciuntu um 1890

Der älteste Sohn Georg von Flondors und der Pianistin Isabella Dobrowolski von Buchenthal (1835–1890), Herr auf Rogojești und Gura Molniţei, wurde von 1872 bis 1879 in Privatausbildung bei Adolphina Wohlfarth zum Pianisten und von 1879 bis 1883 in Czernowitz (Cernăuți) zum Violinisten ausgebildet. Nach seinem Abitur studierte er zuerst an der Universität von Czernowitz Jura (1882–1884), sodann bis zum Abschluss 1888 an der Hochschule für Bodenkultur in Wien Wirtschaftswissenschaften. Gleichzeitig immatrikulierte er sich an der dortigen Akademie für Musik und darstellende Kunst mit dem Schwerpunkt Musiktheorie und Kontrapunkt und dem Studienziel Komponist (bis 1888). Er lernte am Konservatorium bei Robert Fuchs, der auch Lehrer des jungen George Enescu war. Er besuchte auch die Bayreuther Festspiele, um sich mit der Musik Wagners  vertraut zu machen und unternahm eine große Italienreise.
Bereits 1883/1884 war er Vizepräsident der Junimea sowie Chorleiter und Dirigent der Gesellschaft „Armonia“, später auch von 1899 bis 1906, in Czernowitz. Weiters war Theodor Chorleiter und Dirigent der Gesellschaft „România Jună“ (1885–1888), zu deren Jahrestag auch das Orchester von Johann Strauss gastierte. Seine diesbezüglichen Verdienste wurden auch von Kronprinz Rudolf anlässlich seines Besuches in der Bukowina gewürdigt.
Den Patroninnen des rumänischen Balls in Wien widmet er jährlich eine Walzerkomposition, wofür er vom Schirmherren, Erzherzog Rainer stets sehr gelobt wurde.
Neben seiner musikalischen Tätigkeit war er als Wirtschaftswissenschaftler ab 1904 auch Chefredakteur des „Agricultorul“, der rumänischen Ausgabe des Kulturrates der Bukowina der Bukowinaer landwirtschaftlichen Blätter.  Außerdem war er Abgeordneter des Bukowiner Landtags sowie des österreichischen Reichsrats (ab 1901). Professor V. Nicolaiciuc sagte, sein Credo sei das friedliche Zusammenleben aller Ethnien in der Bukowina, basierend auf ihrer jeweiligen Kultur, gewesen.
Sein letztes Lied „Tempi passati“ schrieb er noch auf dem Sterbebett im Zehlendorfer Sanatorium „Fichtenhof“, das er wegen eines schweren Leidens aufgesucht hatte.
Flondor komponierte zahlreiche rumänische Operetten, Chorwerke, Serenaden, aber auch Instrumentalstücke und Vaudevilles. In seinen Werken sollen auch musikalische Anklänge an Brahms und Wagner zu erkennen sein. Trotz seines reichen Schaffens sind heute viele seiner Werke in Vergessenheit geraten. International gespielt wird vor allem seine Serenade „Somnoroase păsărele“ nach einem Gedicht von Mihai Eminescu.
Der Sänger Constantin Şandru (1880–1956) gründete den Gesangsverein „Tudor Flondor“, der sich besonders den Aufführungen der Werke dieses Komponisten widmete.

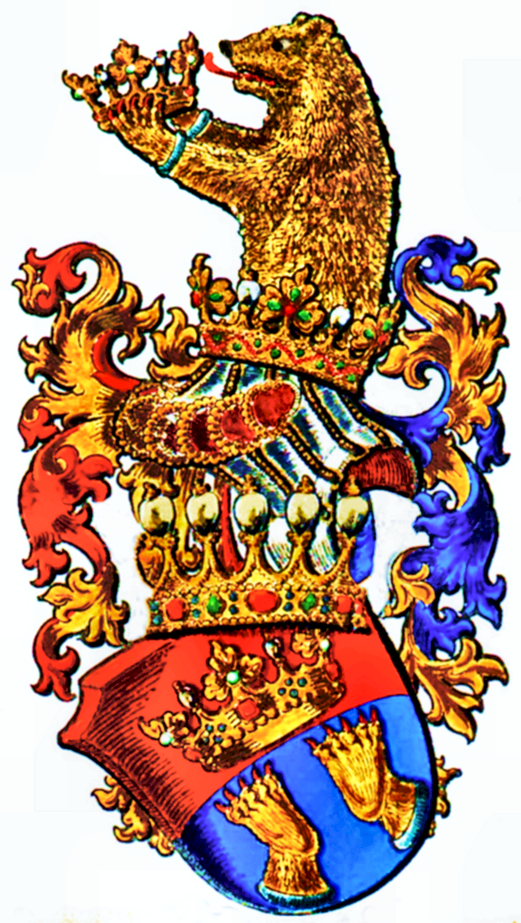
Wappen der Ritter von Flondor

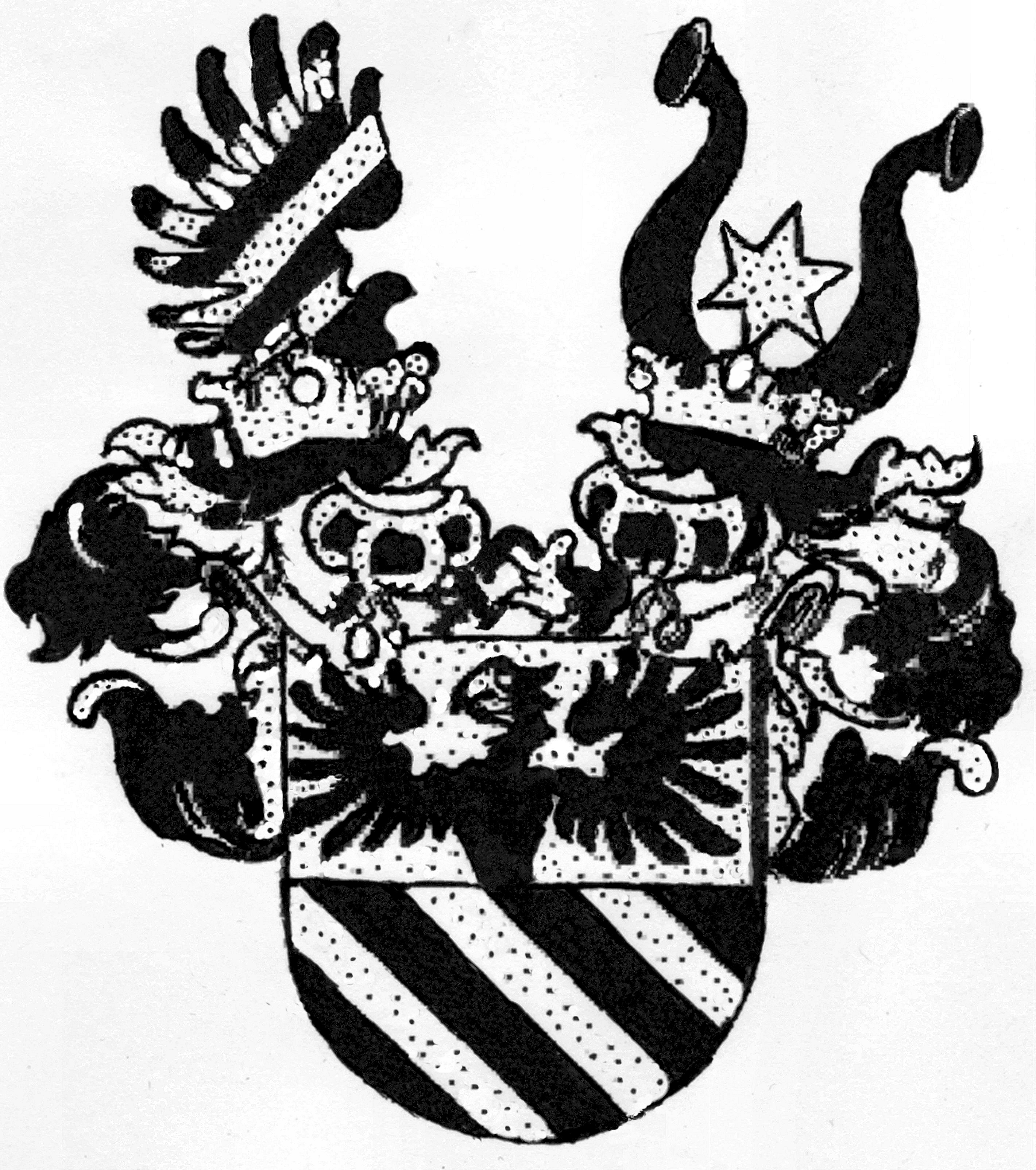
Wappen der Ritter Dobrowolski von Buchenthal

Ihm zu Ehren wurde als erstes 1919 eine Straße in Czernowitz nach ihm benannt, heute trägt eine in Bukarest sowie die Stadtbibliothek von Rădăuți seinen Namen.

## Familie
1888 heiratete er Maria (1865–1950), Tochter des Großkaufmanns aus Roman George Ciuntu, mit der er vier Kinder hatte:
- Constantin (1889–1942), promovierter Jurist, Diplomat, Minister mit Sondervollmacht (ministru plenipotenţiar) und königlich rumänischer Hofmarschall,[8]

- Isabella-Nectara (1890–1985), bekannt unter dem Vornamen Nektar, war eine Opernsängerin, Mitglied der Wiener Staatsoper[16]

- Georg (Gheorghe) (1892–1976), Abgeordneter für Rădăuți und Senator des „Partidul Național Liberal“ (1927–1937), sodann Resident des Königs von Rumänien in der Bukowina, soll nach Professor Dr. Ion Prelipcean zwischen 1940 und 1942 vielen Juden das Leben gerettet haben,[8]

- Florica (Lealea) Flondor-Racovitză (* 13. November 1897; 7. Februar 1983) war Komponistin.  Sie hatte an der Universität für Musik und darstellende Kunst Wien unter Joseph Marx und Emil Sauer studiert.[17] Die Künstlerin war seit 1924 mit dem Brigadegeneral Aurel Racovitză verheiratet.[18][19]

## Bildergalerie

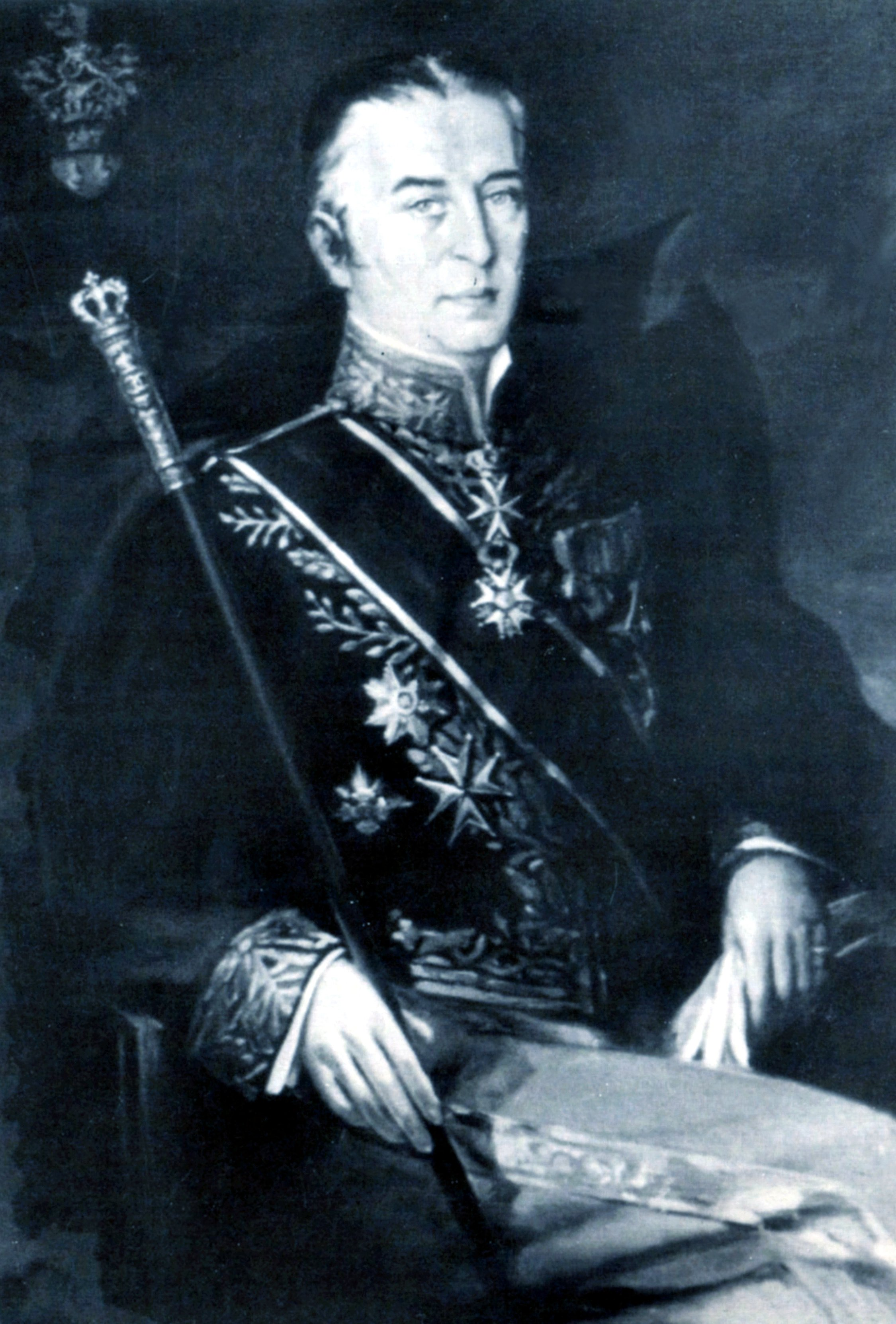
Constantin Ritter von Flondor
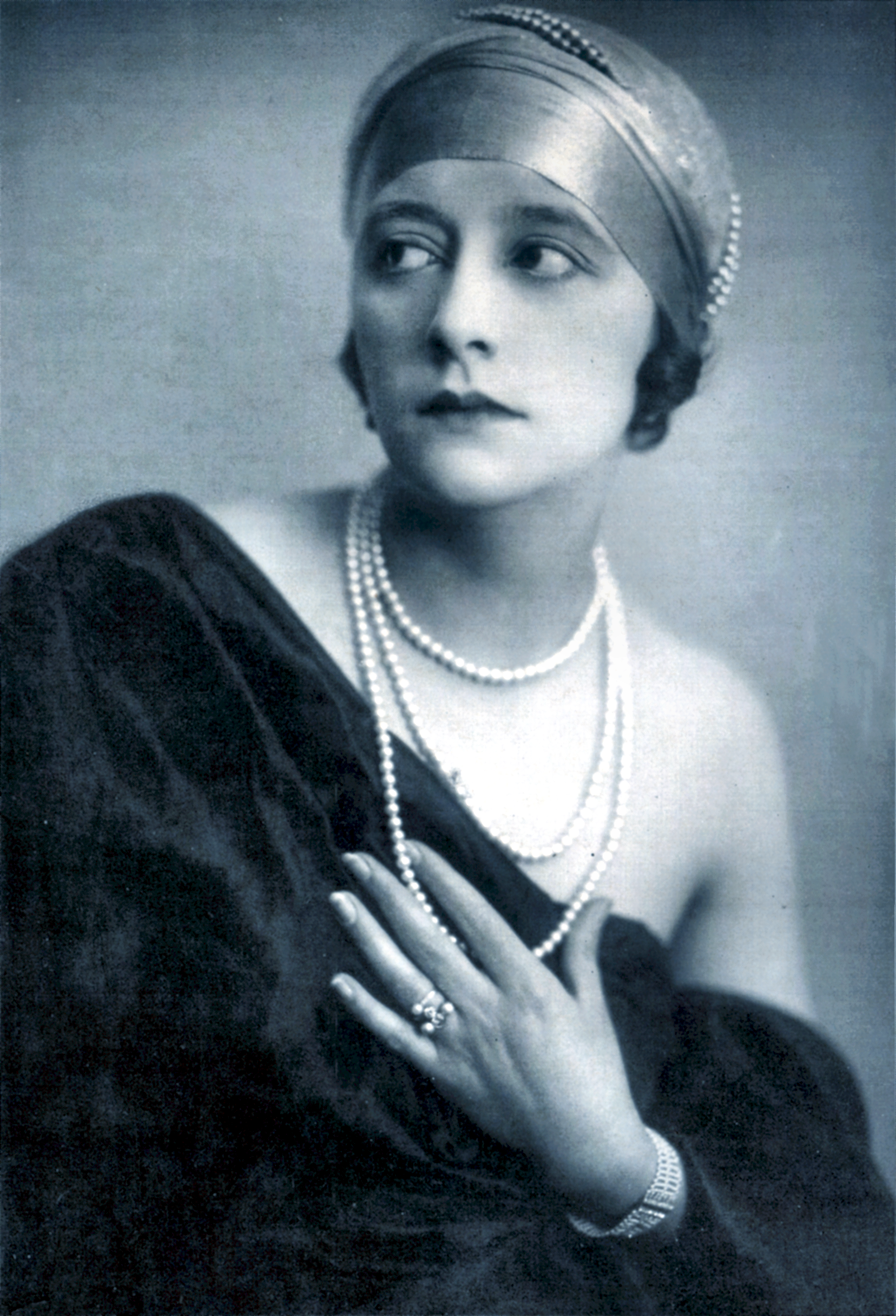
Nectara Isabella von Flondor
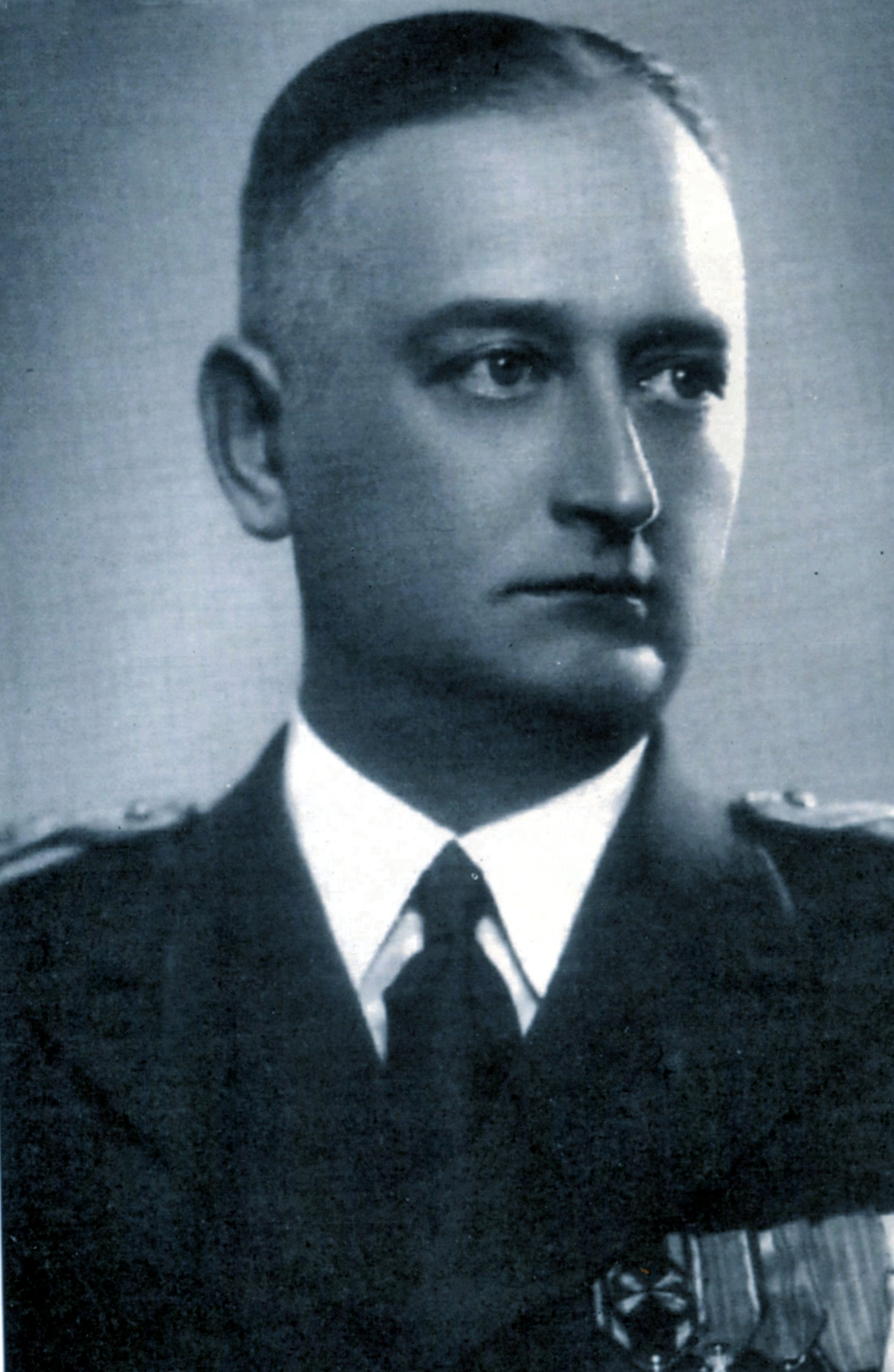
Georg Ritter von Flondor
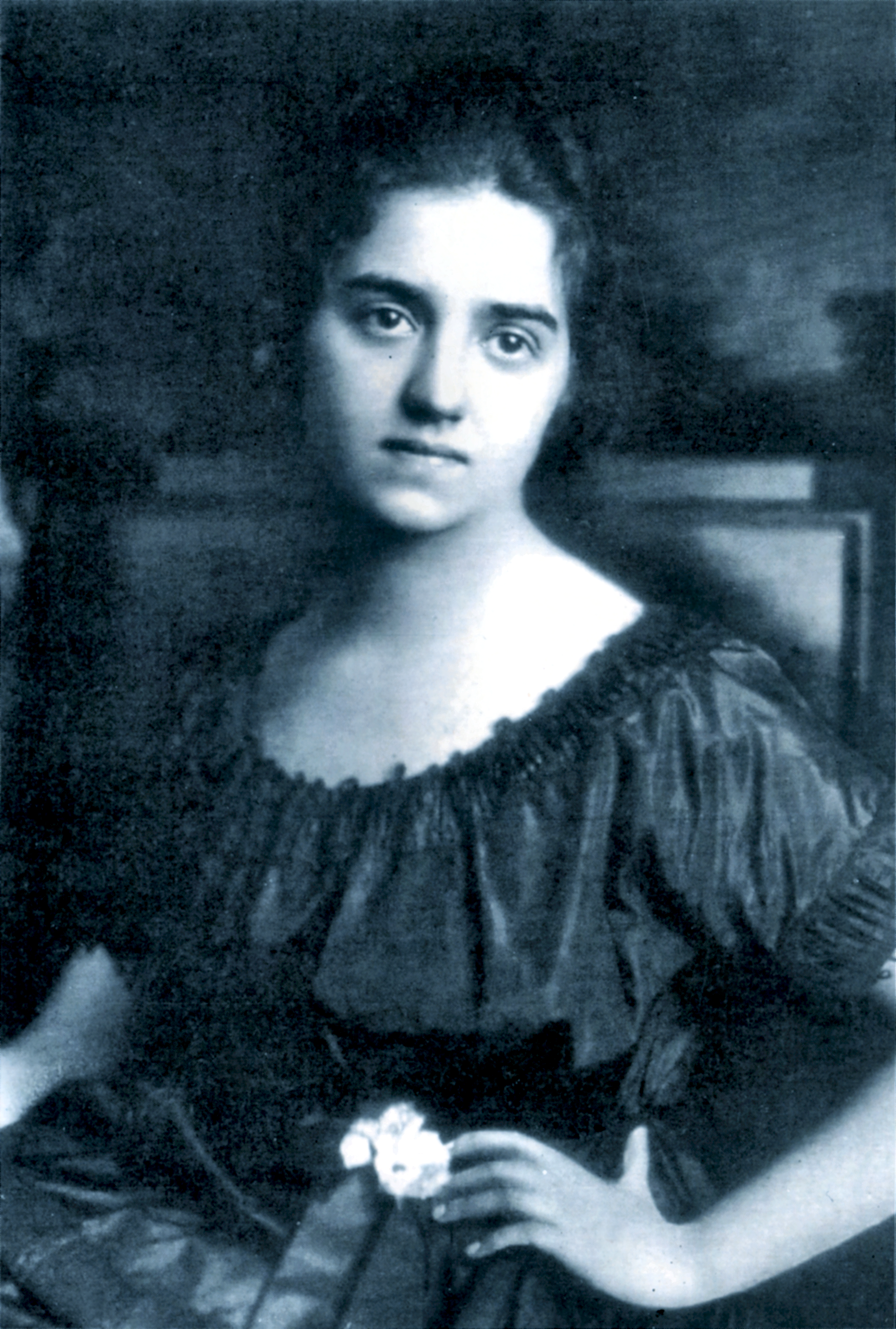
Florica von Flondor-Racovitză

## Werke
Eine kleine Auswahl:
- Arvinte și Pepelea
- Cântecul marinarilor
- Cântec ostașilor
- Cântecul vânătoresc
- Cântul haiducesc (Serenade)
- Cinel, cinel, 1884

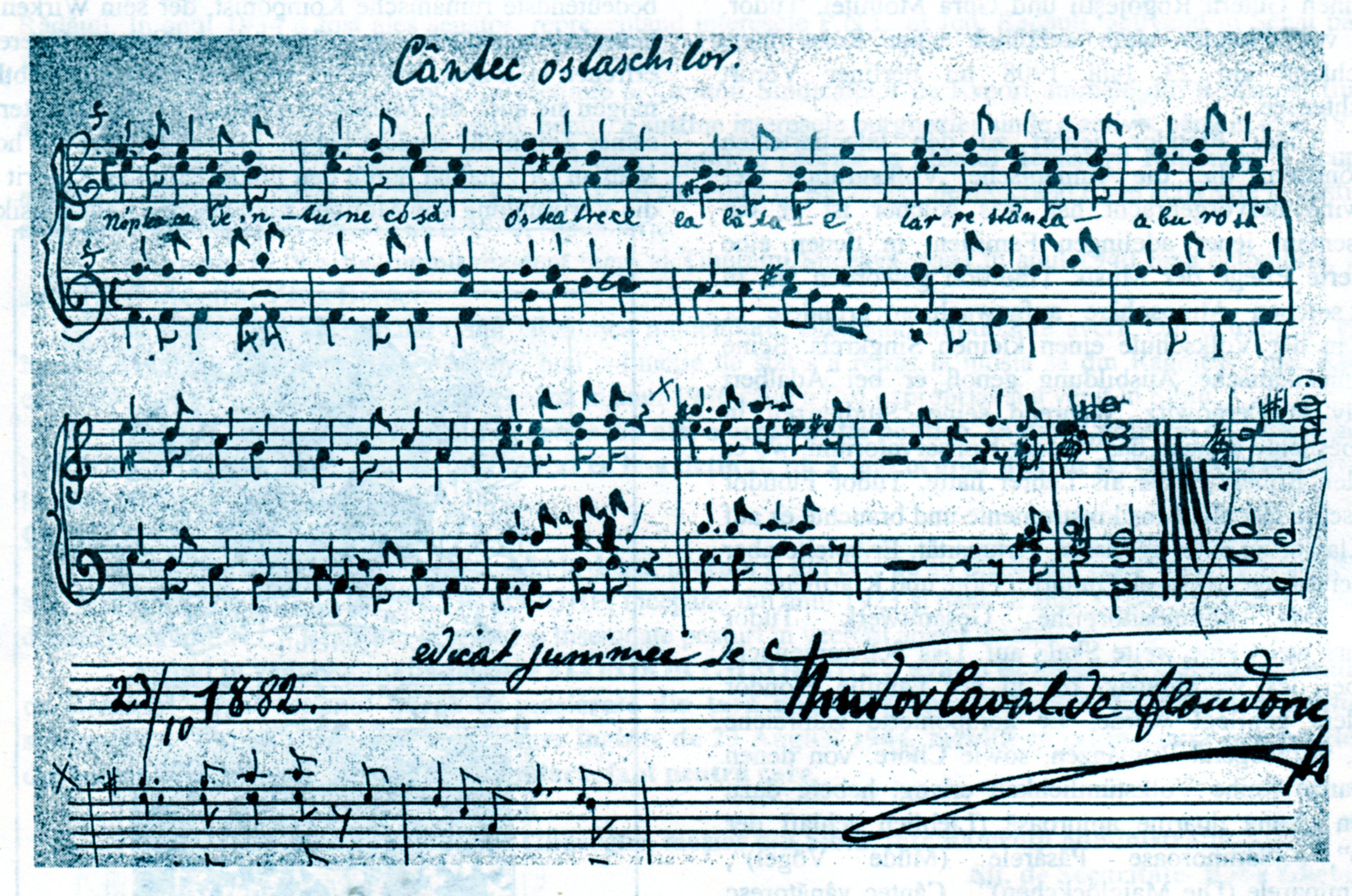
Cântec ostașilor (Lied der Soldaten), Original von Theodor Ritter von Flondor

- Coruri armonizate pentru voci bărbătești (30 Weihnachtslieder)
- Des oiseaux ensommeillée
- Din depărtare (Walzer), 1890
- Doi țărani şi cinci cârlani
- Drum de fier, 1884
- Florile Bucovinei, 1891
- Florin și Florica, 1884
- La o viorică (La violette), 1891
- Lăcrămiore (Text von Vasile Alecsandri)
- Lița pescărița (Operette), 1883
- Luna doarme amoroasă (Serenade)
- Mândruliță de de-mult
- Milo director
- Moș Ciocârlan (Operette), 1889
- Noapte bună
- Noaptea Sfântului Gheorghe, 1885
- Nunta țărănească, Libretto von Vasile Alecsandri (Operette), 1883
- Rămășagul (Operette), 1883
- Rusaliile (Operette), 1884
- Salutes de montagnes (Walzer), 1886
- Somnoroase păsărele (Serenade), 1884[21]
- Tempi passati, 1908
- Traiu vânătoresc (Serenade)
- Visuri (Walzer), 1885